# Biebernsee
Biebernsee ist ein Ortsteil des Stadtteils Rumpenheim in Offenbach am Main.
Biebernsee wurde nach 1945 als reine Wohnsiedlung mit einigen landwirtschaftlichen Nebenerwerbsstellen (heute: reine Wohnhäuser) ohne Geschäfte am östlichen Rand von Offenbach und Rumpenheim erbaut. Der Name der Siedlung leitet sich von einem nahe gelegenen, gleichnamigen Weiher ab.